# Marcel Tisserand
Marcel Tisserand (født 10. januar 1993 i Meaux, Frankrig) er en fransk/congolesisk fodboldspiller, der spiller som forsvarsspiller for VfL Wolfsburg, hvortil han er på lån fra Ingolstadt. 

## Klubkarriere

### AS Monaco F.C.
Tisserand spillede fra 2011 til 2013 på AS Monacos 2. bedste senior mandskab. Men i 2013 blev han permanent førsteholdssenior på AS Monaco.
Han fik sin Ligue 1- og førsteholdsdebut for AS Monaco den 10. august 2013 imod Bordeaux, som i øvrigt var sæsonens første ligakamp for AS Monaco.

### RC Lens
Den 20. januar 2014 blev det offentliggjort, at Tisserand skulle tilbringe resten af sæsonen hos Ligue 2-klubben RC Lens.

## Landshold
Tisserand har (pr marts 2010) spillet ti kampe for DR Congo.
I 2012 spillede Tisserand fire ungdoms landsholdskampe for DR Congos U19 landshold i tunneringen Tournoi Espoirs de Toulon.